# Coloana Ciumei din Timișoara
Coloana Ciumei (în germană Pestsäule, Dreifaltigkeitssäule), cunoscută și ca Statuia Ciumei sau Monumentul Sfintei Treimi, este înălțată în mijlocul Pieței Unirii din Timișoara, în concordanță cu stilul arhitectonic al clădirilor dimprejur (baroc). Monumentul se înscrie în tipologia coloanelor ciumei, răspândite în epoca barocului în întregul spațiu sud-german, boem și maghiar.
Este catalogată ca monument istoric cu codul LMI TM-III-m-A-06313.

## Istoria monumentului
Statuia amintește de încetarea epidemiei de ciumă care devastase întreg Banatul, între 1731 și 1738. În timpul epidemiei, numai la Timișoara și-au pierdut viața peste 1300 de bolnavi de ciumă. Un monument cu însemnătate similară se găsește în comuna Teremia Mare din județul Timiș.
Piatra de fundație a acestui monument a fost pusă la 21 noiembrie 1740 de consilierul administrației locale de pe atunci, Johann Anton Deschan von Hansen, inițiatorul realizării monumentului, în urma unei promisiuni solemne. Instalarea propriu-zisă s-a făcut între 1755–1758.

## Descriere
Monumentul este compus dintr-o coloană înaltă triunghiulară împodobită simbolic, pe care tronează Sfânta Treime, Tatăl și Fiul țin coroana cerească deasupra capului Sfintei Fecioare Maria, care îngenunchează la picioarele lor. La baza coloanei se află statuia sfântului Ioan Nepomuk iar sub el, Sfânta Rozalia.
La aceeași înălțime cu sfântul Ioan Nepomuk se găsesc statuile regelui David și a Sfintei Barbara, patroana minerilor; soclul triunghiular este străjuit de statuile sfinților patroni Rochus, Sebastian și Carol Borromeus. Pe cele trei laturi se mai pot vedea sculpturi în relief, reprezentând cele trei calamități — război, foamete și ciumă — pricinuite la acea vreme de turci (1737–1739).
Monumentul este confecționat din gresie și are o valoare artistică deosebită, fiind creat la Viena, în stil baroc, și adus la Timișoara pe calea apei, pe Dunăre, Tisa și pe canalul Bega.

## Restaurarea monumentului
Statuia a fost restaurată în anii 1994–1995 de către sculptorul Ion Oprescu, cu sprijin german și austriac. Tot el a restaurat în 2012 „soarele” din vârf, afectat de o furtună din 2011, după care monumentul a primit și iluminare artistică pe timpul nopții.

## Imagini

Grupuri statuare în vârful coloanei și pe soclu
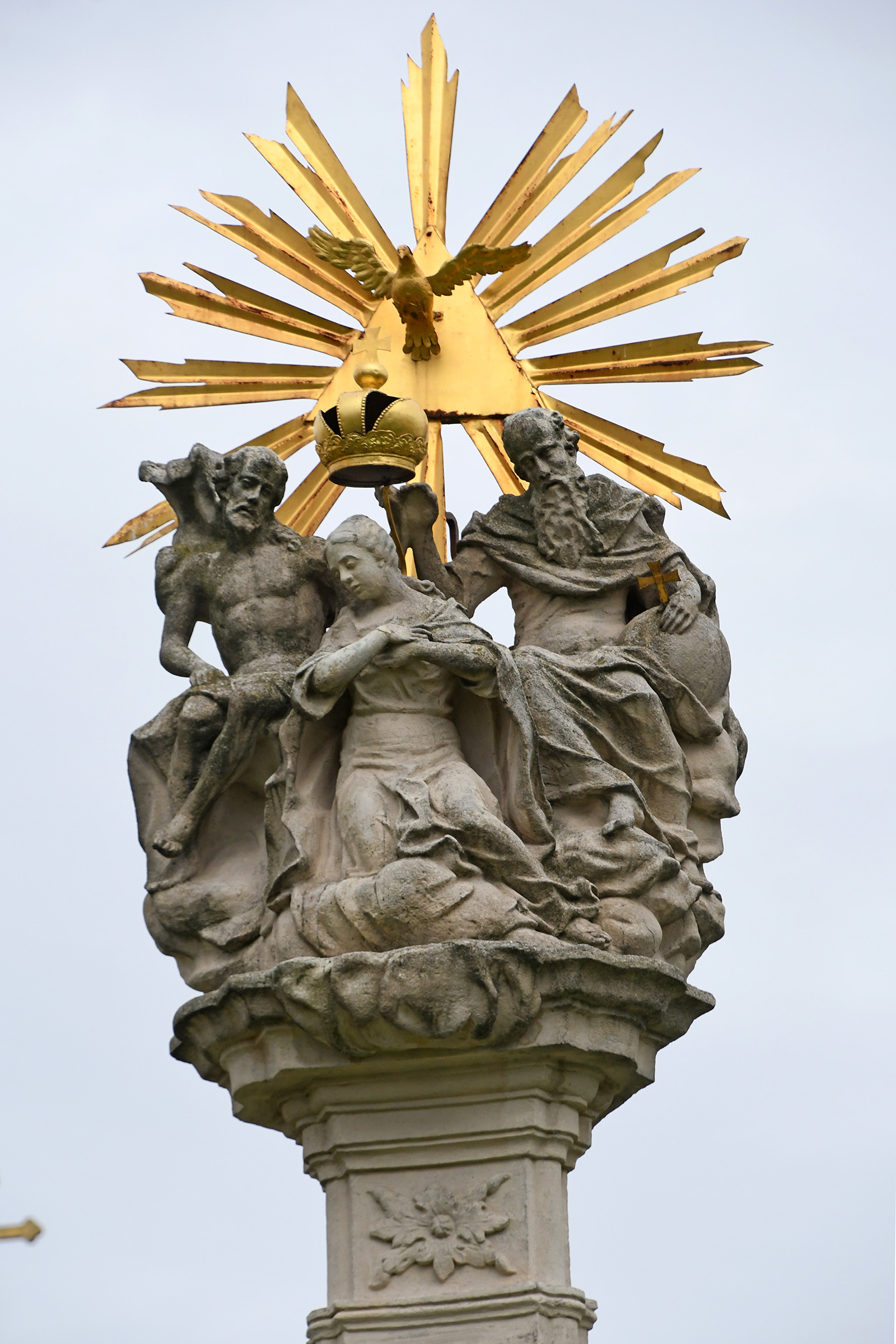
Încoronarea Fecioarei Maria
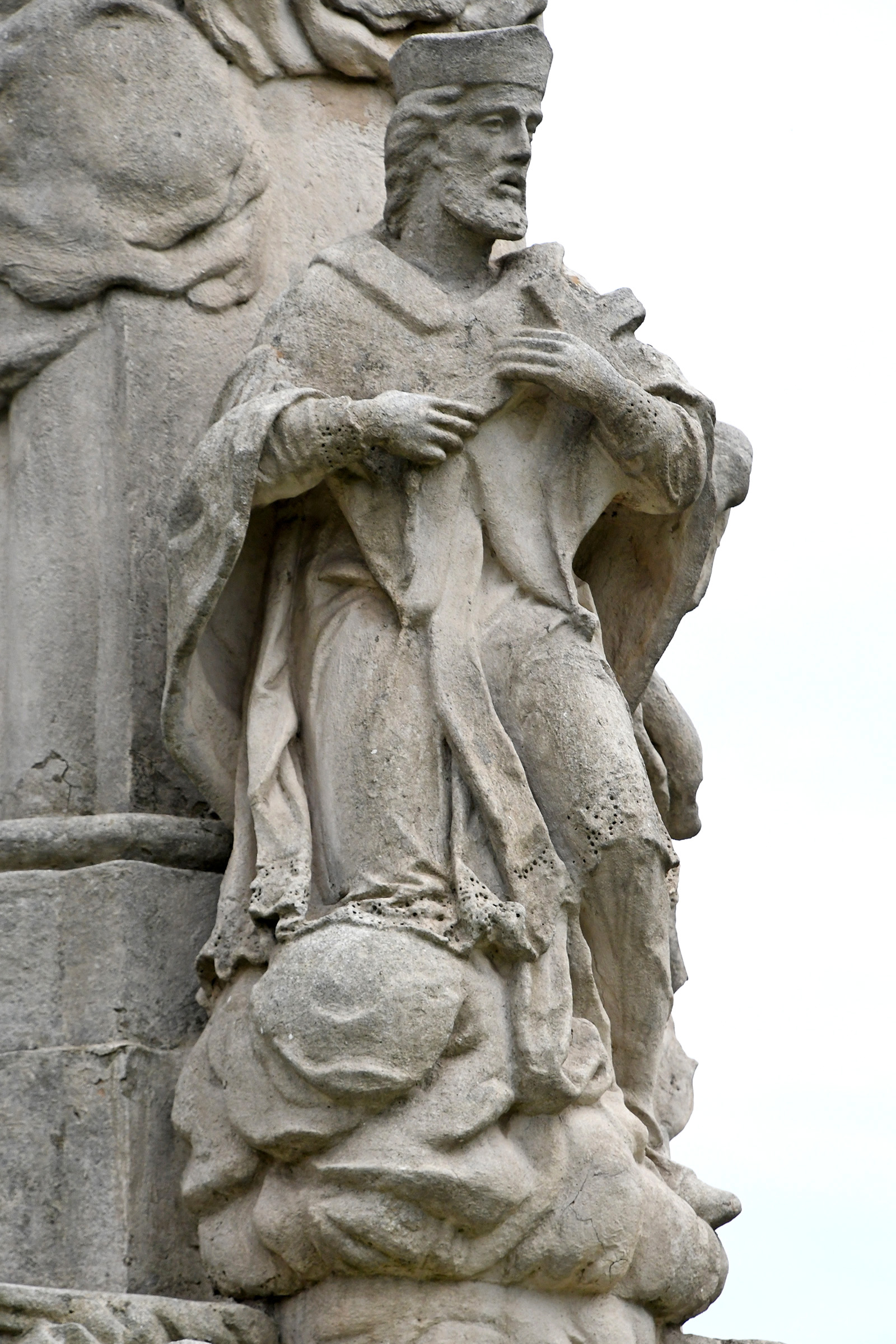
Sfântul Ioan Nepomuk
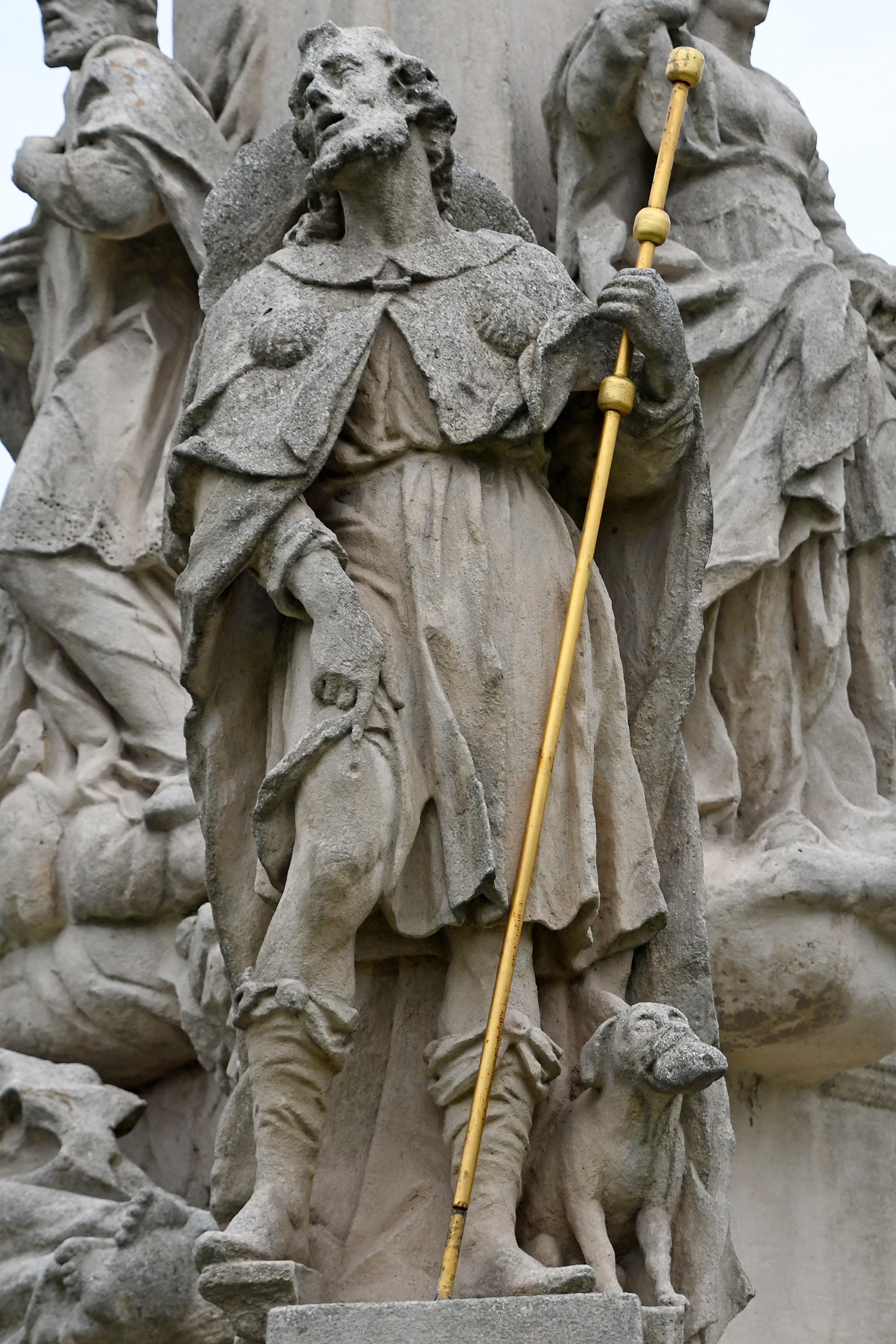
Sfântul Rochus
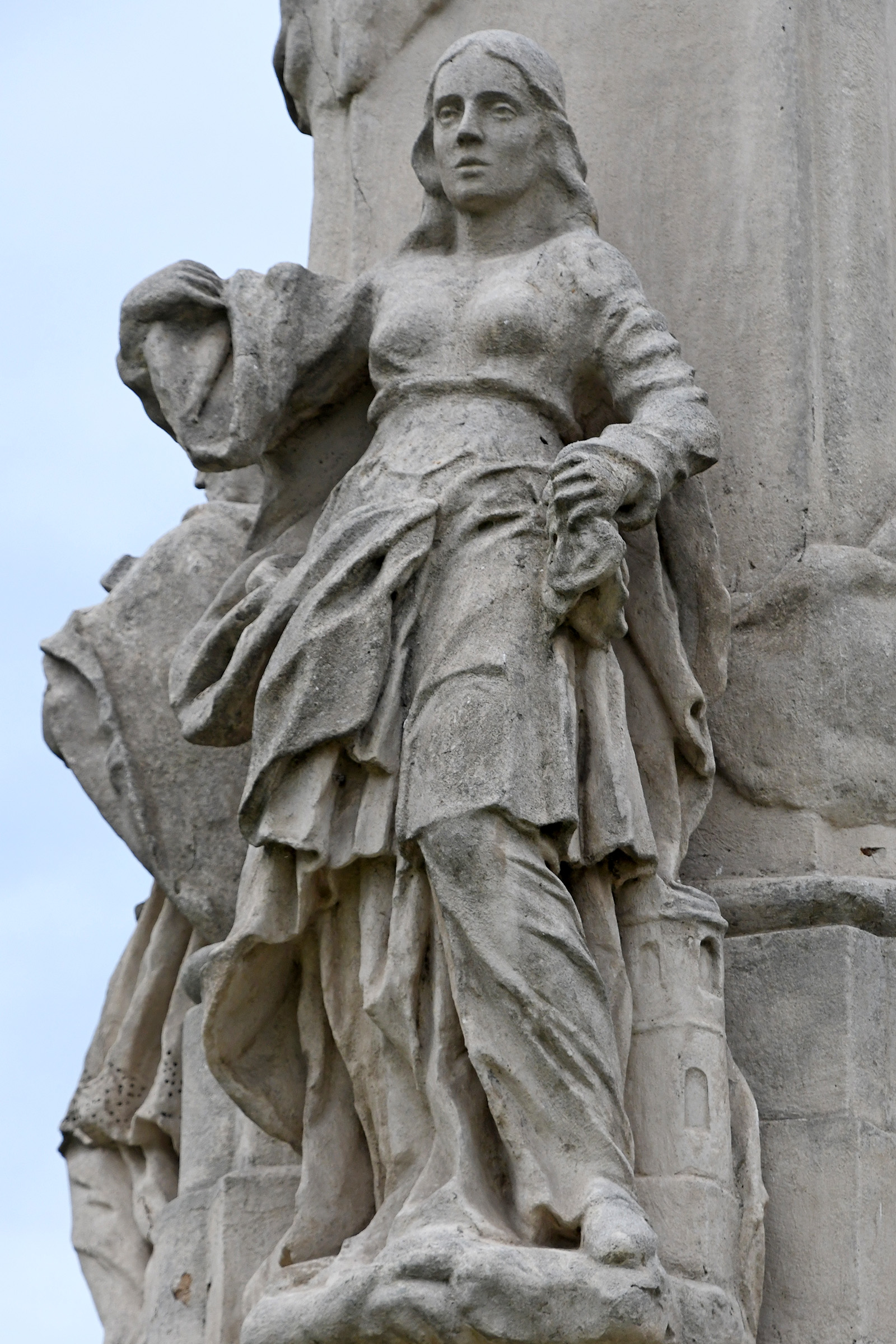
Sfânta Barbara
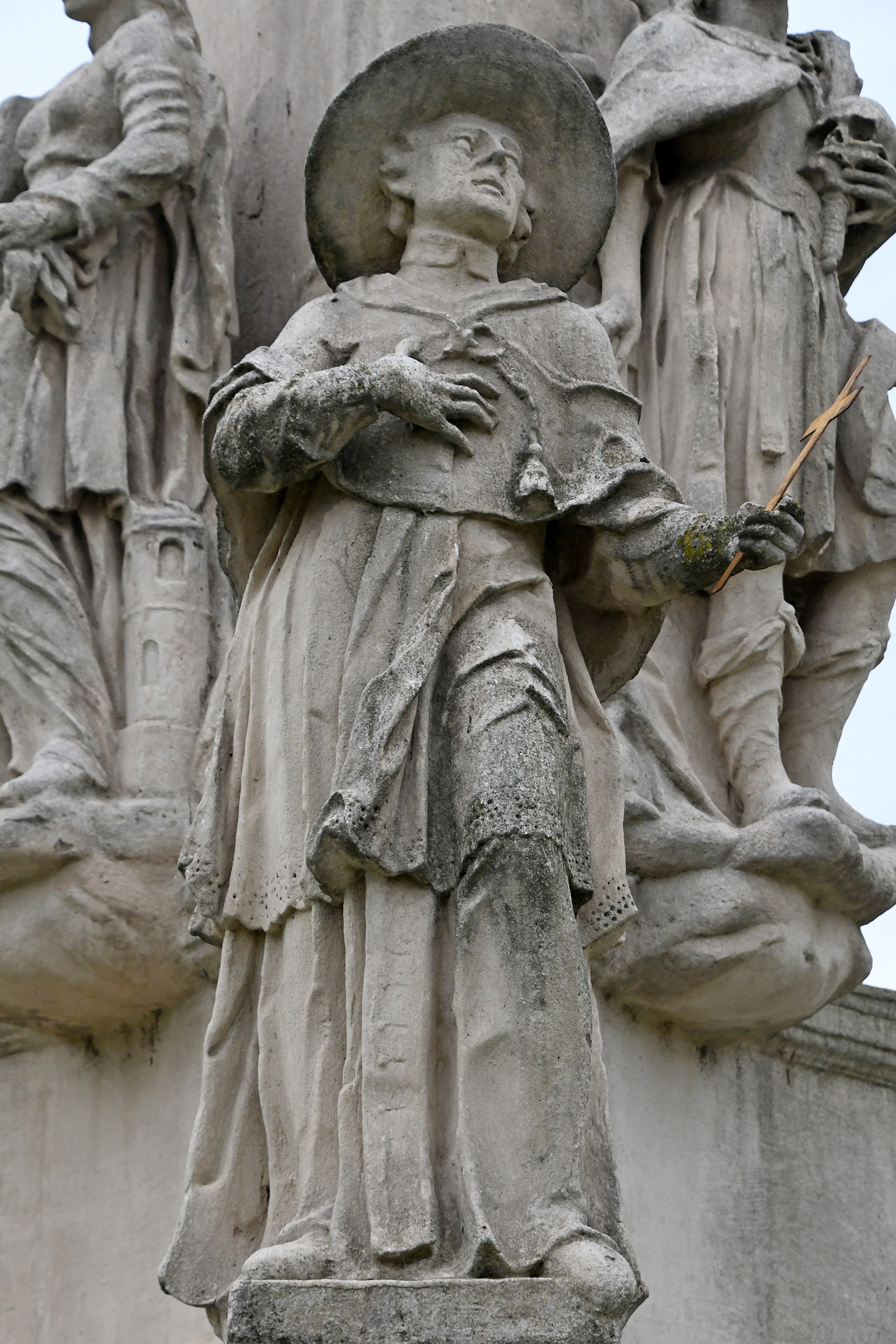
Sfântul Borromeus
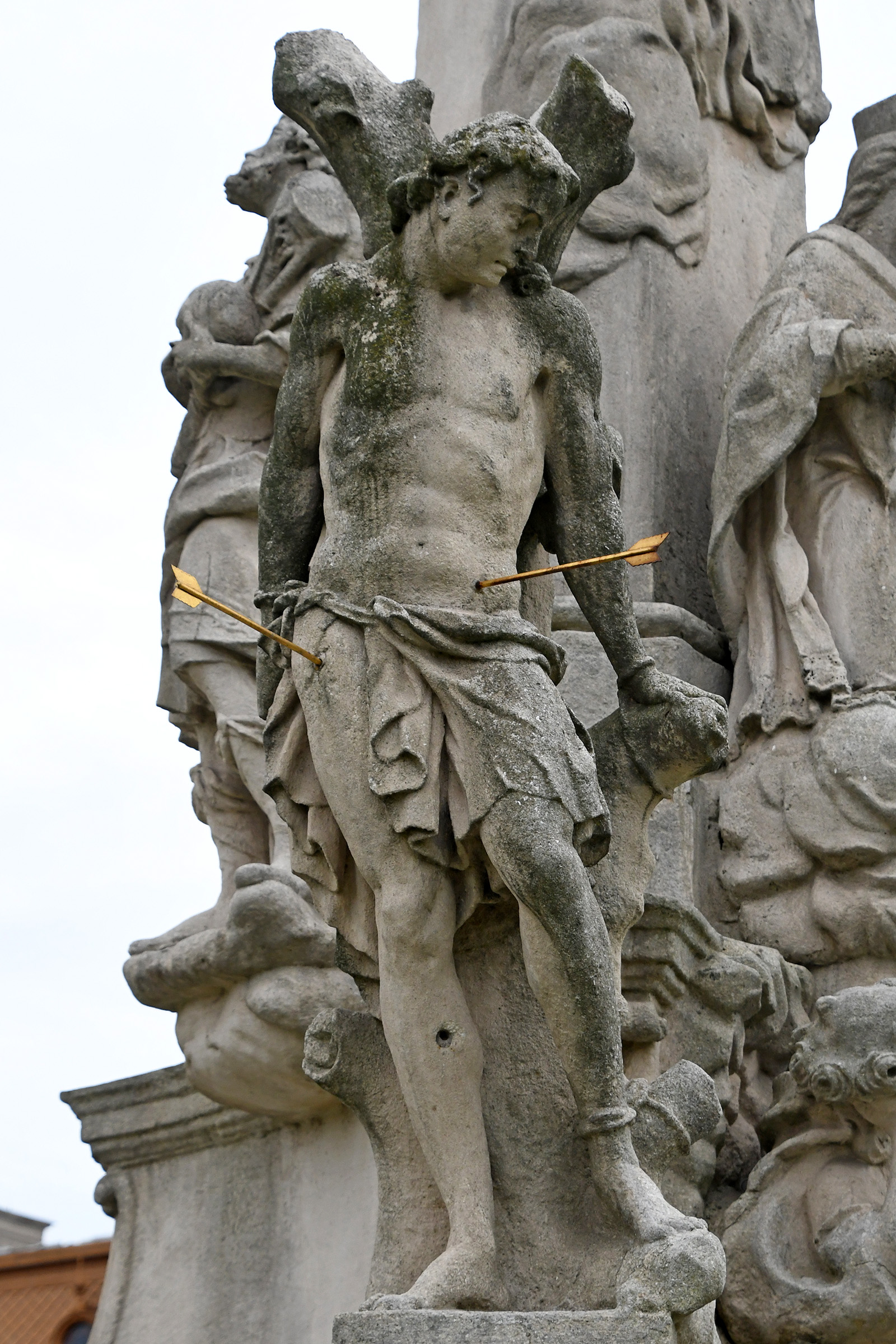
Sfântul Sebastian

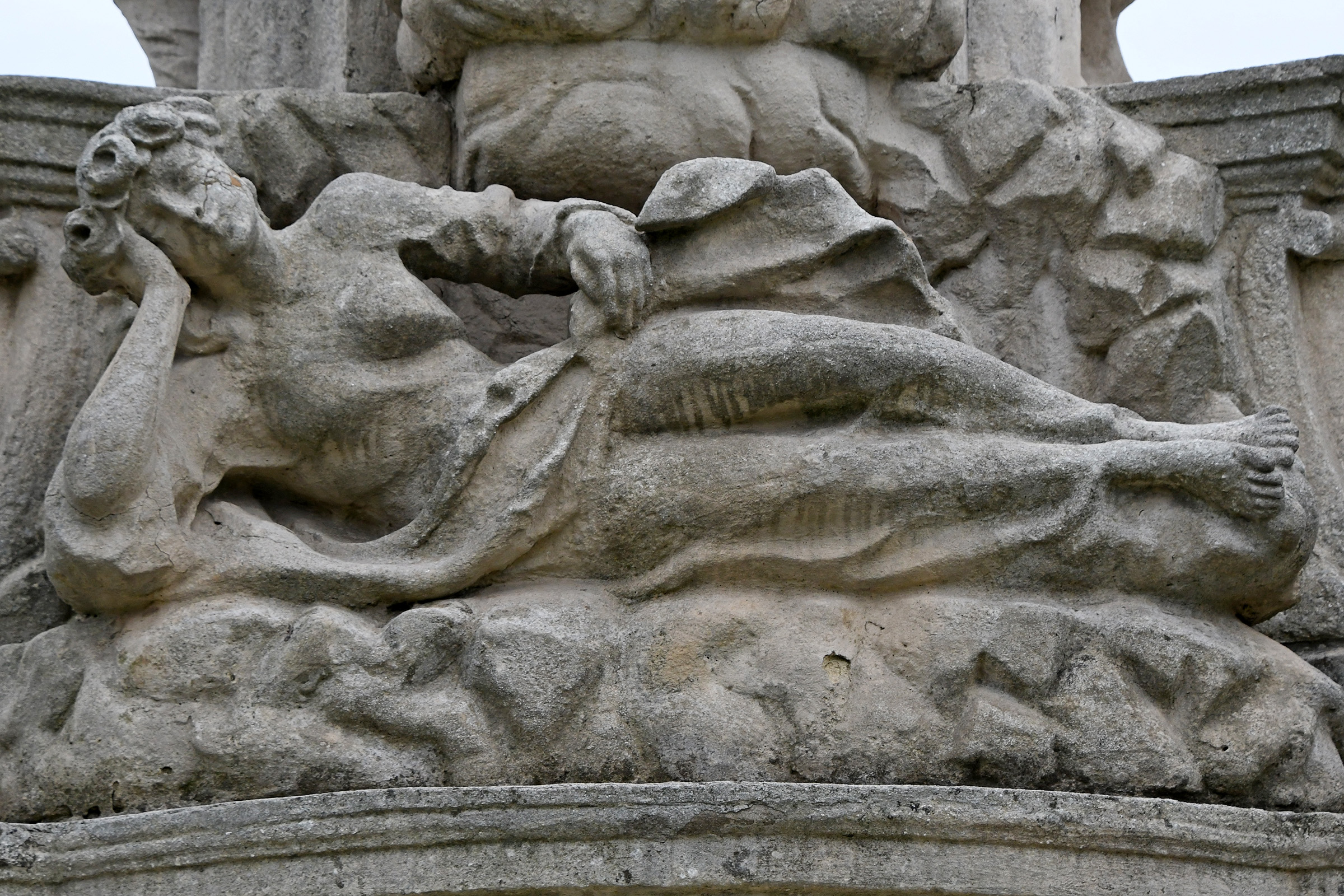
Sfânta Rozalia
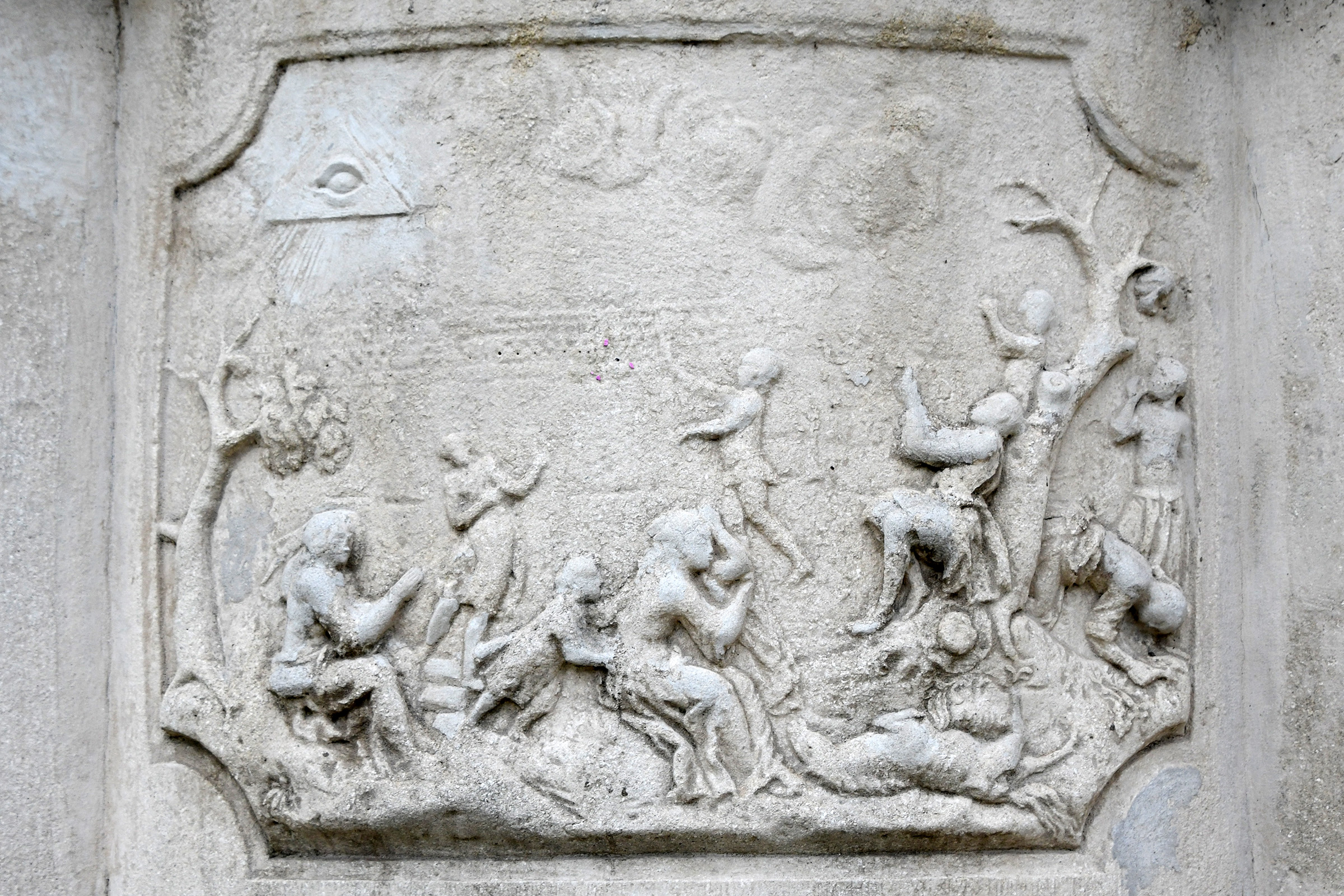
Basorelief pe soclu
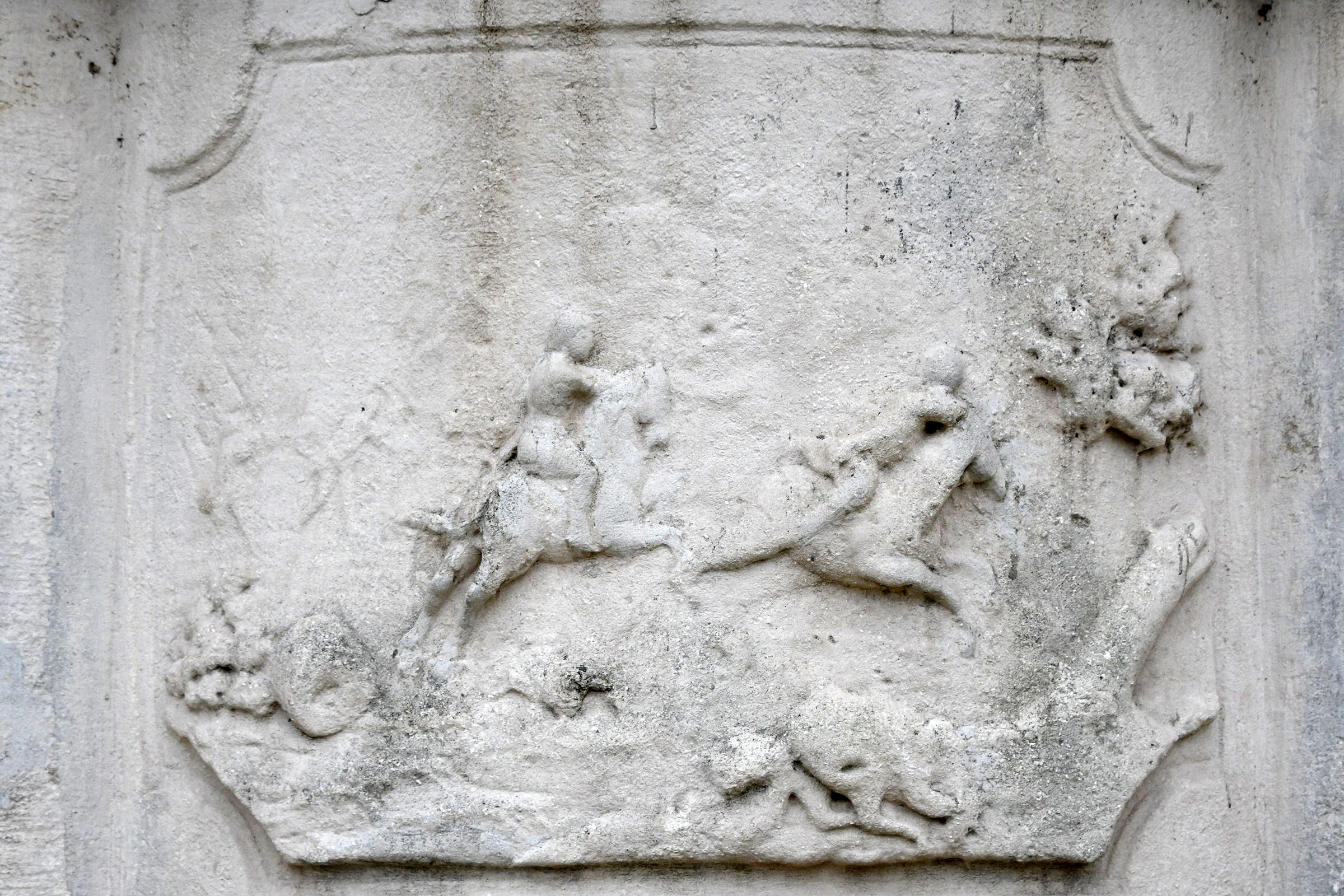
Basorelief pe soclu